# Secrétariat d'État à l'Environnement et au Logement
Le secrétariat d'État à l'Environnement et au Logement d'Espagne (en espagnol : Secretaría de Estado de Medio Ambiente y Vivienda) est le secrétariat d'État chargé de la protection de l'environnement entre 1991 et 1996.
Il relève du ministère des Travaux publics et des Transports.

## Missions

### Organisation
Le secrétariat d'État s'organise de la manière suivante,,,,,, : 
- Secrétariat d'État à l'Environnement et au Logement (Secretaría de Estado de Medio Ambiente y Vivienda) ; 
  - Direction générale du Littoral (Dirección General de Costas) ; 
    - Sous-direction générale de la Gestion du domaine public maritime terrestre ;
    - Sous-direction générale des Actions sur le littoral ;
    - Sous-direction générale des Normes et de la Gestion administrative ;

  - Direction général de la Qualité des eaux (Dirección General de Calidad de las Aguas) ; 
    - Sous-direction général de la Gestion du domaine public hydraulique ;
    - Sous-direction général de l’Ingénierie de l'assainissement ;
    - Sous-direction général de l'Analyse et de la vigilance de la qualité des eaux ;

  - Direction générale de l'Institut national de météorologie (Dirección General del Instituto Nacional de Meteorología) ; 
    - Sous-direction générale de la Météorologie opérative ;
    - Sous-direction générale de la Climatologie, de la Recherche et des Applications ;
    - Sous-direction générale de l'Observation et de l'Instrumentation météorologique ;
    - Sous-direction générale de la Coordination ;

  - Direction générale de l'Information et de l'Évaluation environnementale (Dirección General de Información y Evaluación Ambiental) ; 
    - Sous-direction générale de l'Évaluation de l'impact environnemental ;
    - Sous-direction générale de l'Information et de la Documentation environnementale ;

  - Direction générale de la Politique environnementale (Dirección General de Política Ambiental) ; 
    - Sous-direction générale des Plans et des programmes environnementaux ;
    - Sous-direction générale des Normes de base ;
    - Sous-direction générale des Politiques de la biosphère ;
    - Sous-direction générale de la Politique des déchets ;
    - Sous-direction générale de la Politique de l'environnement atmosphérique ;

  - Direction générale du Logement, de l'Urbanisme et de l'Architecture (Dirección General para la Vivienda, el Urbanismo y la Arquitectura) ; 
    - Sous-direction générale de la Politique du logement ;
    - Sous-direction générale des Aides au logement ;
    - Sous-direction générale des Normes et technologies de la construction ;
    - Sous-direction générale de l'Architecture ;
    - Sous-direction générale de l'Urbanisme ;
    - Secrétariat général.

## Titulaires
| Titulaire                                                   | Titulaire        | Début      | Fin        | Parti | Ministre      |
| ----------------------------------------------------------- | ---------------- | ---------- | ---------- | ----- | ------------- |
|                                                             | Vicente Albero   | 06/05/1991 | 21/07/1993 | PSOE  | Josep Borrell |
|                                                             | Cristina Narbona | 28/09/1993 | 11/05/1996 | PSOE  | Josep Borrell |
| Titres successifs : - 1993-1996 : Environnement et Logement |                  |            |            |       |               |